# أموري (مسيسبي)
أموري (مسيسيبي) (بالإنجليزية: Amory, Mississippi)‏ هي مدينة تقع في الولايات المتحدة في مقاطعة مونرو.  يقدر عدد سكانها بـ 7,316 نسمة ومساحتها 20.8 كم2  وترتفع عن سطح البحر 73 متر.

## التركيبة السكانية
حدّد مكتب تعداد الولايات المتحدة بيانات التركيبة السكانية لأموري في تعداد الولايات المتحدة. في ما يلي، التركيبة السكانية حسب تعدادي 2000 و2010.

### تعداد عام 2000
بلغ عدد سكان أموري 6,956 نسمة بحسب تعداد عام 2000، وبلغ عدد الأسر 2,876 أسرة وعدد العائلات 1,903 عائلة مقيمة في المدينة. في حين سجلت الكثافة السكانية 204.4 نسمة لكل كيلومتر مربع (529.4/ميل2). وبلغ عدد الوحدات السكنية 3,147 وحدة بمتوسط كثافة قدره 92.5 لكل كيلومتر مربع (239.6/ميل2).
وتوزع التركيب العرقي للمدينة بنسبة 69.85% من البيض و29.18% من الأمريكيين الأفارقة و0.12% من الأمريكيين الأصليين و0.06% من الأمريكيين ذوي الأصول الآسيوية و0.16% من الأعراق الأخرى و0.63% من عرقين مختلطين أو أكثر و0.79% من الهسبانيون أو اللاتينيون من أي عرق.
بلغ عدد الأسر 2,876 أسرة كانت نسبة 34.9% منها لديها أطفال تحت سن الثامنة عشر تعيش معهم، وبلغت نسبة الأزواج القاطنين مع بعضهم البعض 43.8% من أصل المجموع الكلي للأسر، ونسبة 19.3% من الأسر كان لديها معيلات من الإناث دون وجود شريك،  بينما كانت نسبة 3.1% من الأسر لديها معيلون من الذكور دون وجود شريكة وكانت نسبة 33.8% من غير العائلات. تألفت نسبة 31.7% من أصل جميع الأسر من عدة أفراد يعيشون في نفس المنزل ونسبة 15.7% كانت تتألف من شخص يعيش بمفرده يبلغ من العمر 65 عاماً أو أكثر. وبلغ متوسط حجم الأسرة المعيشية 2.36، أما متوسط حجم العائلات فبلغ 2.97.
بلغ العمر الوسطي للسكان 38.3 عاماً. وكانت نسبة 25.7% من القاطنين تحت سن الثامنة عشر، وكانت نسبة 8% بين الثامنة عشر والرابعة والعشرين عاماً، ونسبة 24.9% كانت واقعةً في الفئة العمرية ما بين الخامسة والعشرين والرابعة والأربعين عاماً، ونسبة 22.4% كانت ما بين الخامسة والأربعين والرابعة والستين، ونسبة 16.6% كانت ضمن فئة الخامسة والستين عاماً فما فوق. يوجد لكل 100 أنثى 84.1 ذكر، ويوجد لكل 100 أنثى في الثامنة عشر من عمرها فما فوق 77.6 ذكر.
بلغ متوسط دخل الأسرة في المدينة 28,789 دولارًا، أما متوسط دخل العائلة فبلغ 37,891 دولارًا. وكان متوسط دخل الذكور 30,913 دولارًا مقابل 21,356 دولارًا للإناث. وسجل دخل الفرد الخاص بالمدينة 14,092 دولارًا. وكانت نسبة 17.1% من العائلات ونسبة 20.7% من السكان تحت خط الفقر، وكان من هؤلاء نسبة 32.1% تحت سن الثامنة عشر ونسبة 17.4% في الخامسة والستين من العمر وما فوق.

### تعداد عام 2010
بلغ عدد سكان أموري 7,316 نسمة بحسب تعداد عام 2010، وبلغ عدد الأسر 2,999 أسرة وعدد العائلات 1,979 عائلة مقيمة في المدينة. في حين سجلت الكثافة السكانية 215 نسمة لكل كيلومتر مربع (556.8/ميل2). وبلغ عدد الوحدات السكنية 3,351 وحدة بمتوسط كثافة قدره 98.5 لكل كيلومتر مربع (255.1/ميل2).
وتوزع التركيب العرقي للمدينة بنسبة 69.52% من البيض و28.96% من الأمريكيين الأفارقة و0.25% من الأمريكيين الأصليين و0.19% من الأمريكيين ذوي الأصول الآسيوية و0.34% من الأعراق الأخرى و0.74% من عرقين مختلطين أو أكثر و1.45% من الهسبانيون أو اللاتينيون من أي عرق.
بلغ عدد الأسر 2,999 أسرة كانت نسبة 32.9% منها لديها أطفال تحت سن الثامنة عشر تعيش معهم، وبلغت نسبة الأزواج القاطنين مع بعضهم البعض 42.8% من أصل المجموع الكلي للأسر، ونسبة 19.4% من الأسر كان لديها معيلات من الإناث دون وجود شريك،  بينما كانت نسبة 3.8% من الأسر لديها معيلون من الذكور دون وجود شريكة وكانت نسبة 34% من غير العائلات. تألفت نسبة 31.6% من أصل جميع الأسر من عدة أفراد يعيشون في نفس المنزل ونسبة 15.7% كانت تتألف من شخص يعيش بمفرده يبلغ من العمر 65 عاماً أو أكثر. وبلغ متوسط حجم الأسرة المعيشية 2.37، أما متوسط حجم العائلات فبلغ 2.97.
بلغ العمر الوسطي للسكان 40.6 عاماً. وكانت نسبة 24.5% من القاطنين تحت سن الثامنة عشر، وكانت نسبة 8% بين الثامنة عشر والرابعة والعشرين عاماً، ونسبة 22.7% كانت واقعةً في الفئة العمرية ما بين الخامسة والعشرين والرابعة والأربعين عاماً، ونسبة 24.8% كانت ما بين الخامسة والأربعين والرابعة والستين، ونسبة 20% كانت ضمن فئة الخامسة والستين عاماً فما فوق. وتوزع التركيب الجنسي للسكان بنسبة 45% ذكور و55% إناث.

## أعلام
- جارى جروبس
- جوي هود
- هربرت كارتر
- ويل هال